# La ciudad y los perros
La ciudad y los perros (A cidade e os cães em Portugal, no Brasil Batismo de Fogo) é o primeiro romance do escritor peruano Mario Vargas Llosa, Prêmio Nobel de Literatura 2010. 
A obra, lançada em 1963, narra o cotidiano dos alunos do Colégio Militar Leoncio Prado, de Lima.  O livro teve múltiplas edições em dezenas de idiomas e recebeu o Prêmio da Crítica na Espanha. Foi também incluído na lista dos 100 melhores romances do século XX, em castelhano, pelo periódico El Mundo.
O filme foi adaptado para o cinema pelo realizador peruano Francisco J. Lombardi.